# 34038 Abualragheb
34038 Abualragheb este o planetă minoră (asteroid), cu un diametru de 1,963 km, din centura de asteroizi. A fost descoperită pe 24 iulie 2000 la Experimental Test Site⁠(d) de Lincoln Near-Earth Asteroid Research. 
Obiectul prezintă o orbită caracterizată de o semiaxă mare de 2,2867616 UAi, o excentricitate de 0,1, o înclinație de 4,51291 ° în raport cu ecliptica.